# Salman Rushdie
Sir Ahmed Salman Rushdie (IPA: [sælˈmɑːn ˈrʊʃdi]; in italiano anche /ˈraʒdi/; Bombay, 19 giugno 1947) è uno scrittore e saggista indiano naturalizzato britannico, autore di opere di narrativa in gran parte ambientate nel subcontinente indiano.
Il suo stile narrativo, che amalgama il mito e la fantasia con la vita reale, è stato descritto come collegato al realismo magico.
Dopo il suo quarto romanzo, I versi satanici (1988), Rushdie è stato oggetto di diversi tentativi di assassinio e minacce di morte, tra cui una fatwa che chiedeva la sua morte emessa da Ruhollah Khomeyni, la guida suprema dell'Iran. Numerosi omicidi e attentati sono stati compiuti da estremisti che citano il libro come motivazione, scatenando un dibattito sulla censura e sulla violenza a sfondo religioso.
Il 12 agosto 2022 un uomo di fede islamica ha accoltellato più volte Rushdie precipitandosi sul palco dove il romanziere doveva tenere una conferenza, durante un convegno a Chautauqua, negli Stati Uniti, causandogli la perdita di un occhio e dell'uso di alcune dita di una mano.

## Biografia
Ahmed Salman Rushdie nasce a Bombay il 19 giugno 1947 da una benestante famiglia dardica di fede islamica. Frequenta il King's College di Cambridge, laureandosi in Storia.
Nel 1999 si è sottoposto ad un intervento chirurgico alle palpebre per curare un disturbo congenito ai tendini rattrappiti, che ne rendevano difficoltosa l'apertura, col rischio della perdita della vista.
Nel 2004 Rushdie si è sposato per la quarta volta, questa volta con la modella ed attrice indiana Padma Lakshmi, dalla quale però si è separato nel 2007.
Salman Rushdie si è dichiarato ateo.
Nel 2015 ha aperto la Fiera del libro di Francoforte, evento che ha provocato il boicottaggio da parte dell'Iran.

### Produzione letteraria
Il primo testo in assoluto scritto da Rushdie fu, a 12 anni, un racconto ispirato al film "Il Mago di Oz" (che il futuro scrittore aveva appena visto in un cinema di Bombay): intitolato infatti "Over the Rainbow", fu battuto a macchina su carta velina dalla segretaria del padre, e successivamente smarrito in uno dei traslochi di famiglia, né più ritrovato. Il padre di Rushdie, prima di morire, fece sapere di averne ritrovata una copia in un vecchio schedario, ma non la mostrò mai ad alcuno, tantomeno al figlio, il quale tuttora sospetta non fosse stato rinvenuto alcunché, bensì che il genitore gli avesse voluto fare l'ennesimo, ultimo dispetto.
Il suo debutto come scrittore inizia con Grimus (1975), una fiaba fantastica, in parte fantascientifica, che venne ignorata dal pubblico e dai critici.
Il suo romanzo successivo, I figli della mezzanotte (1981) lo catapulta nella fama letteraria ed è considerato in assoluto la sua opera migliore. Vinse il Premio Booker nel 1981 e successivamente gli è stato assegnato il premio speciale "Booker of Bookers" per celebrare il 25º anniversario del premio nel 1993 e per celebrare il 40º anniversario del premio nel 2008. Il romanzo I figli della mezzanotte influì in modo significativo sul corso che la scrittura Indiana in inglese avrebbe avuto nel decennio successivo. Questo fu visto in India come un attacco alla dinastia Nehru-Gandhi e Rushdie fu costretto a lasciare l'India per le minacce ricevute.
Il successo delle reazioni che incitavano violenza nei confronti delle sue opere produsse molta pubblicità e libri venduti; una formula che ripeté nuovamente. Dopo il successo di I figli della mezzanotte, Rushdie scrisse La vergogna (1983), in cui delinea i tumulti politici in Pakistan basando i suoi personaggi su Zulfiqar Ali Bhutto ed il Generale Muhammad Zia-ul-Haq. Entrambi questi lavori sono caratterizzati da, oltre allo stile del realismo magico, l'occhio dell'immigrante del quale Rushdie è così conscio.
Il suo lavoro più controverso è I versi satanici pubblicato nel 1988 (vedi più sotto sezione dedicata). Nei suoi lavori successivi, Rushdie rovesciò il mondo occidentale con L'ultimo sospiro del Moro, che esplora i collegamenti commerciali e culturali tra India e Penisola iberica.
Rushdie è molto influenzato anche dalla letteratura moderna. I figli della mezzanotte prende in prestito temi dal romanzo Il tamburo di latta di Günter Grass, che Rushdie sostiene lo abbia ispirato a diventare uno scrittore. I versi satanici è chiaramente influenzato dal classico romanzo russo Il maestro e Margherita di Michail Afanas'evič Bulgakov. India e Pakistan furono i temi, rispettivamente di I figli della mezzanotte e La vergogna.
Rushdie pubblica successivamente La terra sotto i suoi piedi (1999), romanzo che rivisita in chiave moderna, attraverso Bombay, Inghilterra, Usa, il mito di Orfeo ed Euridice nelle due popstar Vina e Ormus. Tema principale del libro è quindi lo stretto rapporto di interdipendenza che esiste tra amore, morte e musica. Dal libro sono stati tratti i versi della canzone del gruppo rock irlandese degli U2 The Ground Beneath Her Feet, brano utilizzato poi nella colonna sonora del film The Million Dollar Hotel di Wim Wenders del 2000.
Ha anche scritto e pubblicato un libro per bambini, Harun e il mar delle storie (1990), vincitore del Writer's Guild Award. Ha inoltre pubblicato varie opere di saggistica (non-fiction), come The Jaguar Smile (1987), Imaginary Homelands (1992), The Wizard of Oz (1992) e, in qualità di co-curatore, The Vintage Book of Indian Writing (1997). È anche autore di una raccolta di storie brevi intitolata East, West (1994).
Rushdie ha ricevuto molti altri premi per le sue opere, incluso l'European Union's Aristeion Prize for Literature e nel 1989 il Germany's Author of the Year Award. È anche membro della Royal Society of Literature e Commandeur des Arts et des Lettres dal 1999. Rushdie è presidente del PEN American Center e Honorary Professor in Humanities al MIT. I suoi libri sono stati tradotti in trenta lingue.
Nel 2023 è stato insignito del prestigioso Premio internazionale per la pace degli editori tedeschi.

### Il caso deI versi satanicie lafatwā
Nel 1988 scrisse I versi satanici (The Satanic Verses), una storia chiaramente allusiva nei confronti della figura di Maometto e quindi ritenuta blasfema dai Musulmani.
La pubblicazione del libro provocò nel febbraio 1989 una fatwā di Khomeini che decretò la condanna a morte del suo autore, reo di bestemmia. Un privato cittadino offrì una taglia sulla testa dello scrittore, tollerata dal regime khomeinista. Lo scrittore riuscì a salvarsi rifugiandosi nel Regno Unito e vivendo sotto protezione.
Il traduttore giapponese del romanzo, Hitoshi Igarashi, fu ucciso da emissari del regime iraniano, mentre il traduttore italiano, Ettore Capriolo fu accoltellato da un iraniano in casa sua, così come William Nygaard, l'editore della versione norvegese, fu ferito da colpi d'arma da fuoco.
La fatwa è stata reiterata ancora il 17 febbraio 2008, in quanto "la condanna a morte dell'Imam Khomeini contro Salman Rushdie ha un significato storico per l'Islam e non è semplicemente una condanna a morte".

### Attentato del 2022
Il 12 agosto 2022 Rushdie ha subito un attentato a Chautauqua, nello stato di New York. L'assalitore, Hadi Matar, che ha affermato di aver agito in quanto secondo lui lo scrittore avrebbe insultato l'islam, ha accoltellato lo scrittore al collo, ad un occhio, al braccio, all'addome e al fegato. Matar è musulmano e ammiratore dell'Iran dei Pasdaran e dei loro alleati Hezbollah. Alcuni siti iraniani e pro-Hezbollah hanno plaudito all'attentato. Rushdie, finito in terapia intensiva e attaccato a un respiratore, ha subito un'operazione per le gravi lesioni riportate, perdendo comunque l'occhio destro e l'uso della mano sinistra, a causa del danno ai nervi.
L'attentatore Hadi Matar in un'intervista con il New York Post ha detto di essere sorpreso che Rushdie fosse sopravvissuto. Ha inoltre aggiunto di aver letto solo "un paio di pagine" di I versi satanici, ma non gli piaceva a causa delle sue critiche all'Islam e aveva guardato i video di lui su YouTube. Matar si rifiutò di dire se avesse attaccato Rushdie a causa della fatwa contro di lui, anche se dichiarò di rispettare Khomeini, che l'aveva emessa.

## Opere
L'elenco riporta il titolo italiano, poi quello originale tra parentesi, con la data di prima pubblicazione; segue l'eventuale editore italiano e l'anno di pubblicazione.

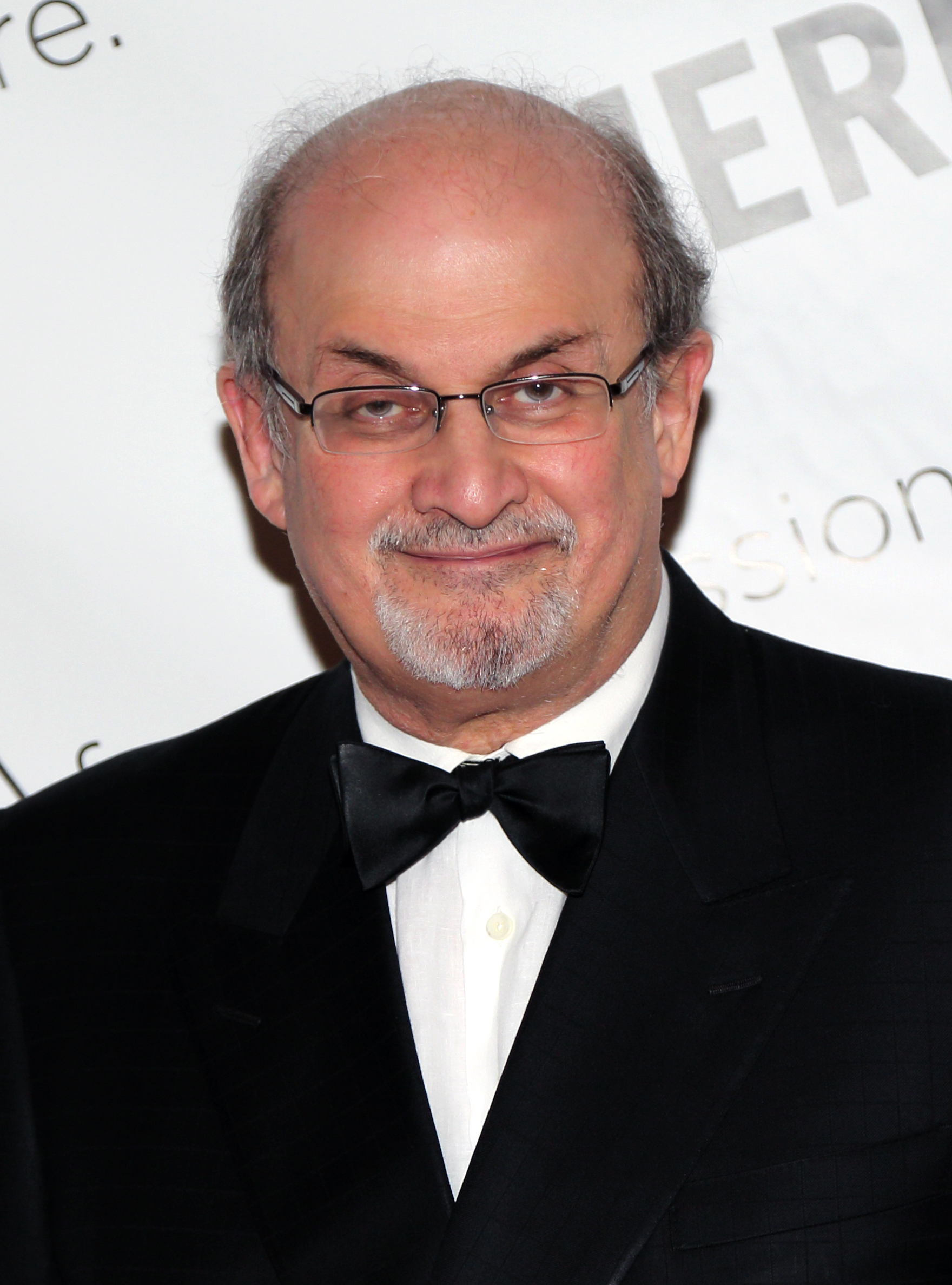
Salman Rushdie nel 2014

### Romanzi
- Grimus (Grimus, 1975), Milano, Mondadori, 2004.
- I figli della mezzanotte (Midnight's Children, 1981), Milano, Garzanti, 1984; Milano, Mondadori, 2003.
- La vergogna (Shame, 1983), Milano, Garzanti, 1985; Milano, Mondadori, 1999.
- I versi satanici (The Satanic Verses, 1988), Milano, Mondadori, 1988
- L'ultimo sospiro del Moro (The Moor's Last Sigh, 1995), Milano, Mondadori, 1997.
- La terra sotto i suoi piedi (The Ground Beneath Her Feet, 1999), Milano, Mondadori, 1999.
- Furia (Fury, 2001) - Mondadori, 2003
- Shalimar il clown (Shalimar The Clown, 2005), Milano, Mondadori, 2006,
- L'incantatrice di Firenze (The Enchantress of Florence, 2008), Milano, Mondadori, 2009.
- Due anni, otto mesi & ventotto notti (Two Years Eight Months and Twenty-Eight Nights, 2015), Milano, Mondadori, 2015.
- La caduta dei Golden (The Golden House, 2017), Milano, Mondadori, 2017.
- Quichotte (Quichotte, 2019), trad. di Gianni Pannofini, Collana Scrittori italiani e stranieri, Milano, Mondadori, 2020, ISBN 978-88-047-2240-3.
- La città della vittoria (Victory City), trad. di S. Mogni e S. Puggioni, Collana Scrittori italiani e stranieri, Milano, Mondadori, 2023, ISBN 978-88-047-7071-8.

### Raccolte di racconti
- Est, Ovest (East, West, 1994), Milano, Mondadori, 1997.

### Libri per l'infanzia
- Harun e il mar delle storie (Haroun and the Sea of Stories, 1990), Milano, Mondadori, 1991.
- Luka e il fuoco della vita (Luka and the Fire of Life, 2010), Milano, Mondadori, 2010.

### Saggistica
- In Good Faith, Granta Books, 1990.
- Patrie immaginarie (Imaginary Homelands: Essays and Criticism, 1981-1991, 1991), Milano, Mondadori, 1991.
- Il Mago di Oz (The Wizard of Oz: BFI Film Classics, British Film Institute, 1992), Milano, Mondadori, 2000.
- Mohandas Gandhi, Time (13 Aprile 1998).
- Imagine There Is No Heaven (estratto da Letters to the Six Billionth World Citizen, pubblicato da Uitgeverij Podium, Amsterdam)
- Superate questa linea (Step Across This Line: Collected Nonfiction 1992-2002, 2002), Milano, Mondadori, 2002.
- The East Is Blue, 2004.
- "A fine pickle", The Guardian (28 Febbraio 2009)
- In the South, Booktrack (7 Febbraio 2012)
- Languages of Truth: Essays 2003–2020, 2021.

### Memorie
- Il sorriso del giaguaro. Viaggio in Nicaragua (The Jaguar Smile: A Nicaraguan Journey, 1987), trad. di Ettore Capriolo, Collezione I Coriandoli, Milano, Garzanti, 1989, ISBN 978-88-116-5690-6.
- Joseph Anton (Joseph Anton: A Memoir, 2012), trad. di Lorenzo Flabbi, Milano, Mondadori, 2012, ISBN 978-88-046-1513-2.
- Coltello. Meditazioni dopo un tentato assassinio (Knife: Meditations After an Attempted Murder), traduzione di Gianni Pannofino, Collana Scrittori italiani e stranieri, Milano, Mondadori, 2024, ISBN 978-88-047-8036-6.

### Curatele
- Mirrorwork: 50 Years of Indian Writing 1947–1997, a cura di S. Rushdie ed Elizabeth West, 1997.
- The Best American Short Stories, 2008.

## Riferimenti in altri media

### Letteratura
- Denti bianchi (White Teeth) di Zadie Smith - C'è un riferimento a "I versi satanici" nel cap. 9 - Ammutinamento! - 14 gennaio 1989

### Musica
- Condannato a morte (2001) di Francesco De Gregori[27]
- The Ground Beneath Her Feet (2000) degli U2, appare nel video ufficiale del brano.

### Cinema
- Il diario di Bridget Jones (Bridget Jones's Diary) (2001), regia di Sharon Maguire, nel ruolo di sé stesso;
- Quando tutto cambia (Then She Found Me) (2007), regia di Helen Hunt.